# Medora proxima
Medora proxima is een slakkensoort uit de familie van de Clausiliidae. De wetenschappelijke naam van de soort is voor het eerst geldig gepubliceerd in 1864 door Walderdorff.